# Hermann Reissner
Hermann Reissner (* 16. November 1909 in Stuttgart; † 26. Oktober 1996) war ein deutscher Ingenieur der Luft- und Raumfahrttechnik, Unternehmer und Errichter der nach ihm benannten Hermann-Reissner-Stiftung an der Universität Stuttgart.

## Leben
In Stuttgart geboren und aufgewachsen studierte Hermann Reissner an der Technischen Hochschule Stuttgart und der Technischen Hochschule Berlin Ingenieurwissenschaften. Zu Beginn seines Studiums in Stuttgart schloss er sich dem Corps Stauffia an. Seinen Abschluss als Diplom-Ingenieur erhielt er 1932 in Berlin.
Als leidenschaftlicher Flieger ging er 1932 als Flugzeugbauingenieur zu den Junkers Flugzeug- und Motorenwerken in Dessau, um seinen Beruf mit seiner Leidenschaft verbinden zu können. In den Kriegsjahren von 1939 bis 1945 flog er wertvolle Ersatzteile im Auftrag von Junkers an Kriegsschauplätze in Frankreich, Italien, Norwegen, Polen, Russland und Nordafrika.
Nach Kriegsende gelang es ihm, sich im Gegensatz zu vielen leitenden Angestellten der Junkers-Werke einer Deportation zu entziehen und in seine württembergische Heimat zurückzukehren. 1946 übernahm er eine kleine Stahlhandlung, die er im Laufe der Zeit zu einer bedeutenden Stahlhandelsgesellschaft in Süddeutschland ausbaute. 1980 verkaufte er sein Unternehmen und wandte sich der Förderung von Wissenschaft und Forschung zu. 1986 errichtete er die gemeinnützige Hermann-Reissner-Stiftung. Diese fördert in Zusammenarbeit mit der Fakultät Luft- und Raumfahrttechnik und Geodäsie der Universität Stuttgart Wissenschaft und Forschung sowie wissenschaftliche Lehre und Bildung in der Luft- und Raumfahrttechnik.

## Ehrungen
- 1992 wurde Herrmann Reissner zum Ehrensenator der Universität Stuttgart ernannt.